# Thelasis carnosa
Thelasis carnosa är en orkidéart som beskrevs av Oakes Ames och Charles Schweinfurth. Thelasis carnosa ingår i släktet Thelasis och familjen orkidéer. Inga underarter finns listade i Catalogue of Life.